# Blomberg (Lippe)
Blomberg is een oud stadje en gemeente in de Duitse deelstaat Noordrijn-Westfalen, in de Kreis Lippe. De gemeente telt 15.093 inwoners (31 december 2020) op een oppervlakte van 99,10 km².
De oude binnenstad ligt op een heuvel.

## Stadsdelen

Stadsdelen van Blomberg

| - Altendonop - Blomberg-stad met ruim 8.000 inwoners - Borkhausen - Brüntrup - Cappel - Dalborn - Donop, bijna 600 inwoners - Eschenbruch - Großenmarpe, circa 1.100 inwoners - Herrentrup | - Höntrup - Istrup, circa 1.400 inwoners - Kleinenmarpe - Maspe - Mossenberg-Wöhren - Reelkirchen, circa 700 inwoners - Siebenhöfen - Tintrup - Wellentrup |

Bijna al deze stadsdelen zijn in 1970 met de stad Blomberg samengevoegde gemeentes. Het zijn dorpjes, die, op vier uitzonderingen na, minder dan circa 500 inwoners hebben.

## Verkeer, infrastructuur
De gemeente ligt in het Wezerbergland. Het laagste punt ligt 139 meter, het hoogste punt, een Winterberg geheten heuvel, 429 meter boven zeeniveau.

### Wegverkeer
Blomberg ligt aan de Bundesstraße 1. Gaat men noordwaarts, dan bereikt men na circa 30 km Hamelen. Rijdt men zuidwestwaarts, dan bereikt men na circa 11 km Horn-Bad Meinberg en na circa 37 km de stad Paderborn en enkele kilometers voorbij die stad de Autobahn A33, de het dichtst bij Blomberg lopende autosnelweg.
Via een circa 6 km lange binnenweg in zuidoostelijke richting bereikt men  Schieder, gemeente Schieder-Schwalenberg. 

### Overig
Te Schieder bevindt zich ook het dichtstbijzijnde spoorwegstation Station Schieder aan de spoorlijn Hannover - Hamelen - Altenbeken. Vanuit Blomberg is dit station per bus bereikbaar.
Blomberg heeft sinds 1968 een klein vliegveldje, vooral bedoeld voor de zweefvliegsport; men kan deze sport bij de plaatselijke vliegclub hier ook leren. Het vliegveldje ligt bij het dorp Borkhausen, halverwege Blomberg en Schieder. Het veld, met ICAO - code EDVF, heeft één graspiste, die 595 meter lang en 30 meter breed is. Bijzonder is, dat zweefvliegles een facultatief schoolvak is voor de hoogste klassen van het plaatselijke gymnasium te Blomberg.

## Geschiedenis

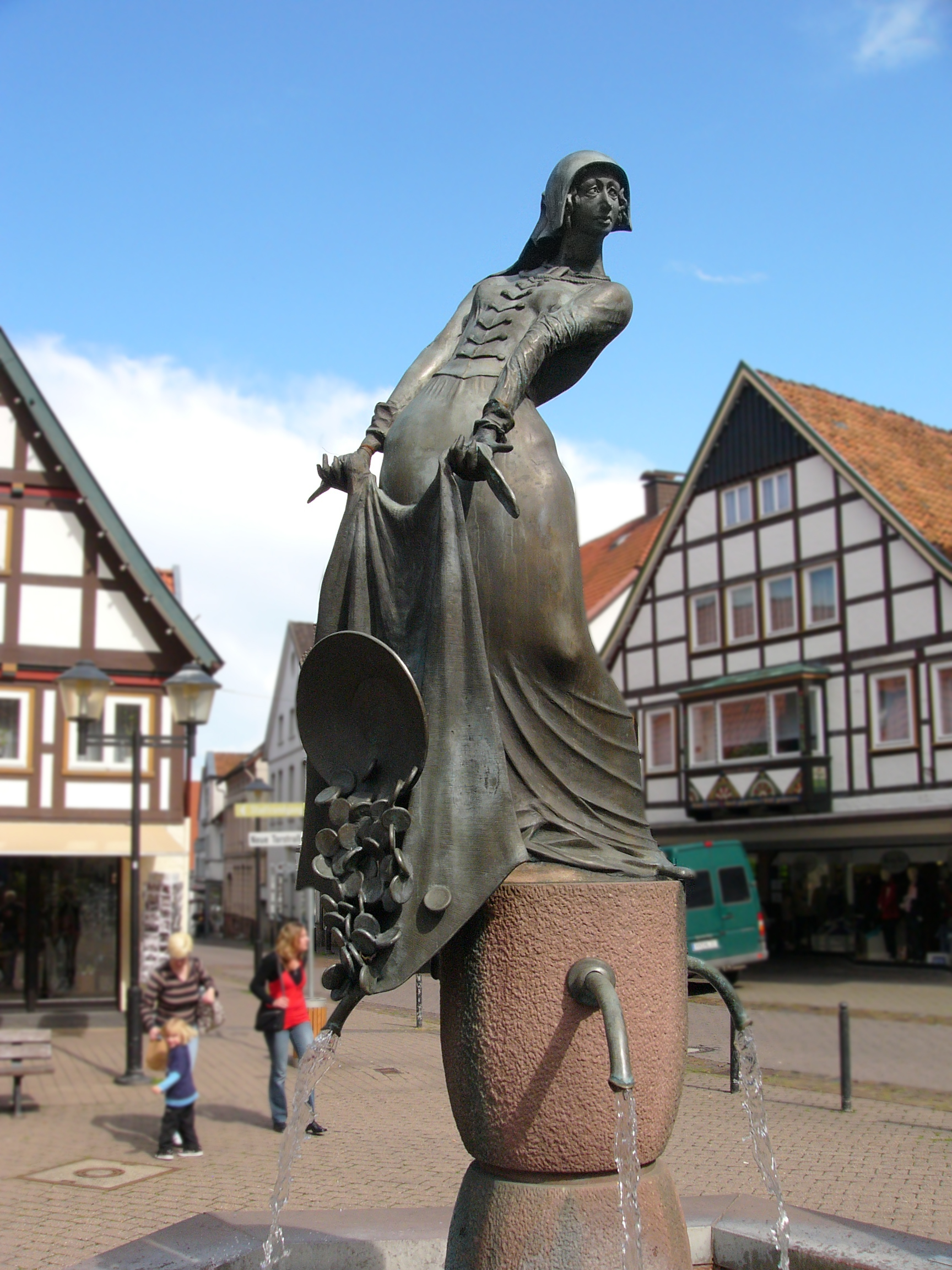
Alheyd-fontein

Zie ook: Heerlijkheid Lippe; Vorstendom Lippe.
Blomberg ontstond in een streek, waar vruchtbare, maar niet gemakkelijk te bewerken grond is. Pas vanaf de 11e eeuw, toen een nieuw type ploeg in gebruik kwam, was grootschalige landbouw mogelijk. In de 13e eeuw ontstond hier een stadje, dat  bestond uit een bovenstad (ambachtslieden en notabelen) en een benedenstad (Ackerbürger, d.w.z. boeren die in de stad woonden en buiten de muren hun landerijen hadden). In 1447, tijdens een burgeroorlog met de naam Soester Fehde, werd Blomberg, ondanks de sterke stadswallen e.d., geheel door troepen van het Prinsbisdom Keulen veroverd en daarna door brandstichting verwoest. Ook de documenten betreffende toekenning van het stadsrecht gingen daarbij verloren. Maar uit een ander document kan men concluderen, dat dit ruim vóór 1283 was verleend. In 1456 was de wederopbouw van Blomberg voltooid.
In de middeleeuwen was Blomberg een bedevaartsoord. Kort vóór 1460 zou een zekere Alheyd Pustekoke uit de  Martinikerk te Blomberg 45 gewijde hosties gestolen hebben. Uit angst voor ontdekking wierp zij deze in een put op het pleintje Seliger Winkel, die sedertdien geneeskrachtig water zou geven. Ter plaatse werd al spoedig, zelfs met pauselijke subsidie, een bedevaartkapel gebouwd. Kort daarna verrees er een klooster met kloosterkerk. Met Alheyd Pustekoke liep het niet goed af: zij werd gearresteerd en wegens diefstal en heiligschennis op de brandstapel ter dood gebracht. In het stadscentrum herinnert een standbeeldje bij een waterput aan de Markt hier nog aan. Of de put bij het beeldje dezelfde is als de put, waarvan het water door de weggeworpen hosties geneeskrachtig zou zijn geworden, is zeer twijfelachtig.
in 1538 werd de Reformatie doorgevoerd. Blomberg werd evangelisch-luthers, en later, door toedoen van graaf Simon II van Lippe, overwegend calvinistisch. De kloosterkerk is in de 16e eeuw luthers, en in de 17e eeuw evangelisch-gereformeerd geworden, en staat nog steeds aan de Selige Winkel. Het klooster zelf verdween na de Reformatie. Ook aan de bedevaarten naar Blomberg kwam door de Reformatie na circa 70 jaar een einde.
Aan het eind van de 16e eeuw vonden enige inwoners van Blomberg, overwegend vrouwen, na heksenprocessen de dood op de brandstapel. Deze naar moderne rechtsopvattingen onschuldige mensen werden in 2015 officieel postuum gerehabiliteerd. 
In de Dertigjarige Oorlog (1618-1648) werd de stad opnieuw verwoest, en ook door een pestepidemie gedecimeerd. In de 18e eeuw was de stad beroemd om zijn goede schoenmakers, en in de vroege 19e eeuw om zijn goede stoelenmakers; daaruit ontwikkelde zich enige meubelindustrie. In 1897 kreeg de stad een spoorwegaansluiting met Schieder, die echter voor reizigersvervoer in 1957, voor goederenvervoer in 1987 weer werd gesloten; daarna werd de spoorlijn opgebroken.  In de jaren kort na de Eerste Wereldoorlog was de stad korte tijd het toneel van linkse revoltes tegen de Republiek van Weimar. Daarbij waren gelukkig geen doden te betreuren.
Blomberg doorstond de Tweede Wereldoorlog zonder grote materiële schade. Begin april 1945 werd het zonder strijd aan de Amerikanen overgegeven. 
Bekend is de voormalige militaire basis van het 3. GGW (HAWK en PATRIOT), waar luchtafweerwapens opgesteld waren en waar van 1962 tot 1996 veel Nederlandse militairen gestationeerd zijn geweest.

## Economie

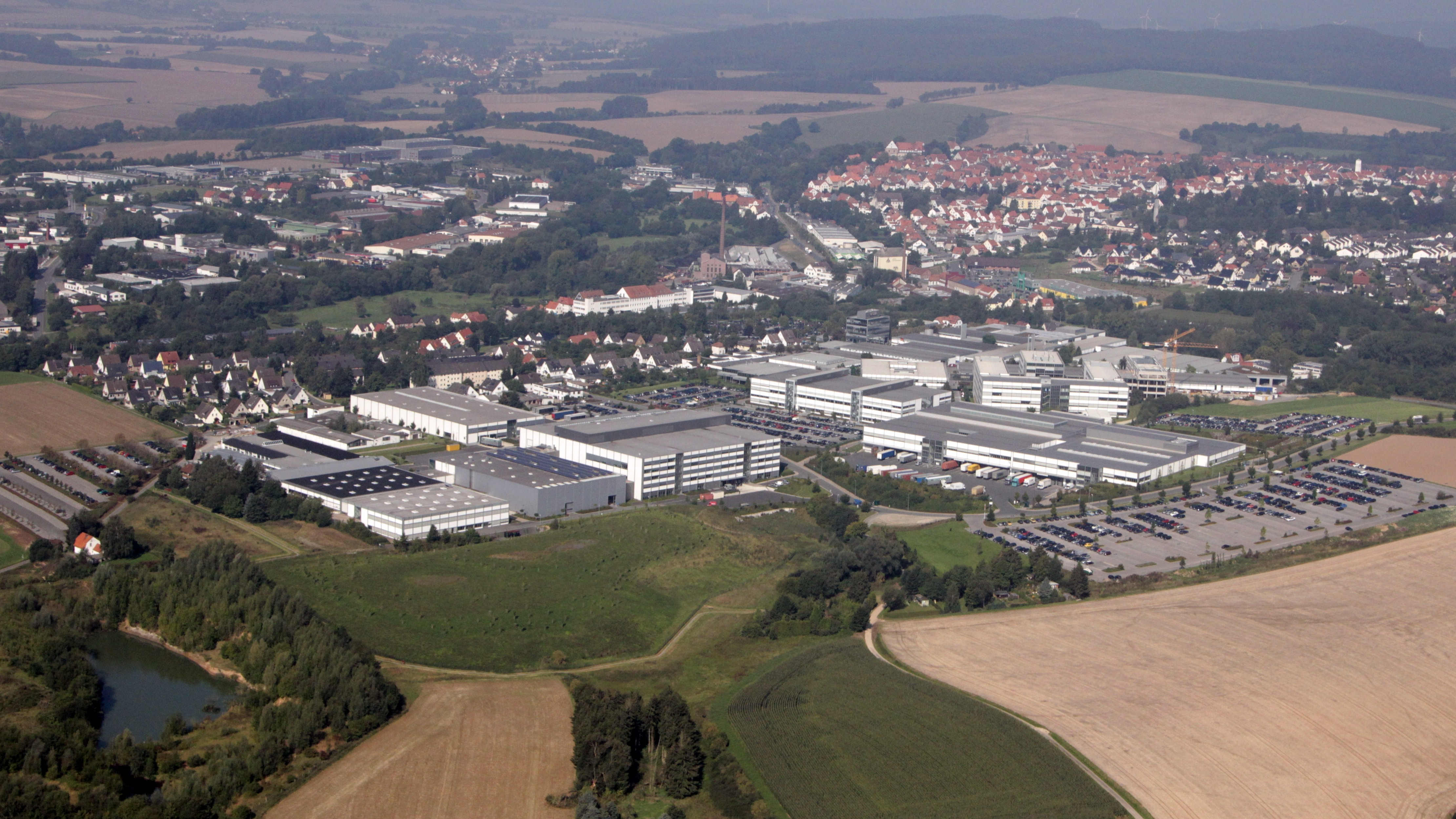
Fabriek van elektrotechnische onderdelen Phoenix Contact

Vanwege het natuurschoon en de bezienswaardigheden, zie hierna, is het toerisme de belangrijkste bedrijfstak in de gemeente. 
In de gemeente Blomberg  zijn verder één groot bedrijf en enige kleine gevestigd in de branche: productie van stekkers e.a. elektrotechnische materialen met besturingssoftware, alsmede enkele houtverwerkende fabriekjes (o.a. van multiplex met beukenhout als component). Daarnaast is er het gebruikelijke midden- en kleinbedrijf van lokaal belang. In de kleinere dorpen in de gemeente overweegt de akkerbouw als bestaansmiddel nog. Veel inwoners van Blomberg zijn woonforensen met een werkkring in omliggende steden.

## Bezienswaardigheden
Bezienswaardig zijn:
- het natuurschoon van het Wezerbergland; vooral ten noorden en oosten van Blomberg, o.a. op de Winterberg  bij Eschenbruch, 5 km ten oosten van Blomberg, zijn fraaie fiets-, mountainbike- en wandeltochten mogelijk.
- de van oorsprong dertiende-eeuwse burcht die in de zestiende eeuw verbouwd werd in renaissancestijl; gedeeltelijk als hotel-restaurant in gebruik
- de kloosterkerk, waarvan de bouw begon in 1464 en eindigde in 1473
- het oude raadhuis in vakwerkstijl uit 1587
- talrijke oude huizen, ten dele in vakwerkstijl, in de schilderachtige binnenstad van Blomberg
- het uit de eerste helft van de 13e eeuw, in romaanse stijl gebouwde kerkje van Donop, met 16e-eeuwse muurschilderingen

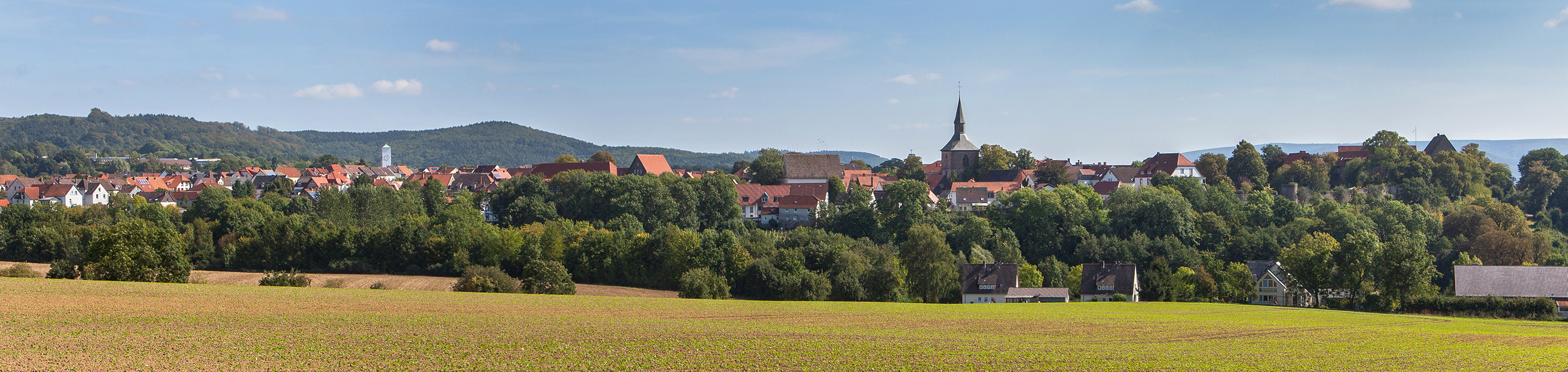
Gezicht op Blomberg
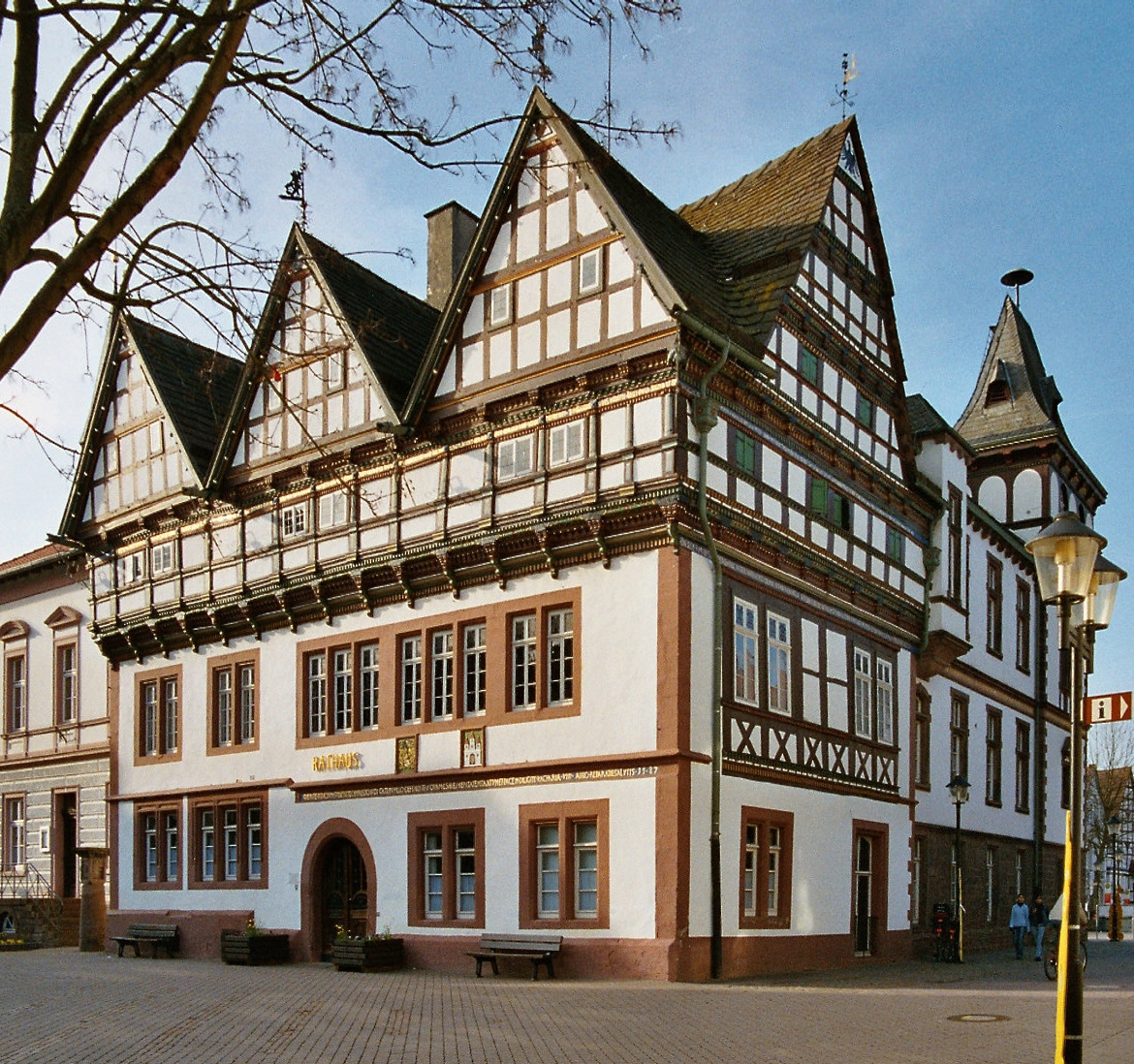
Gemeentehuis (1587, de drie topgevels dateren van 1830)
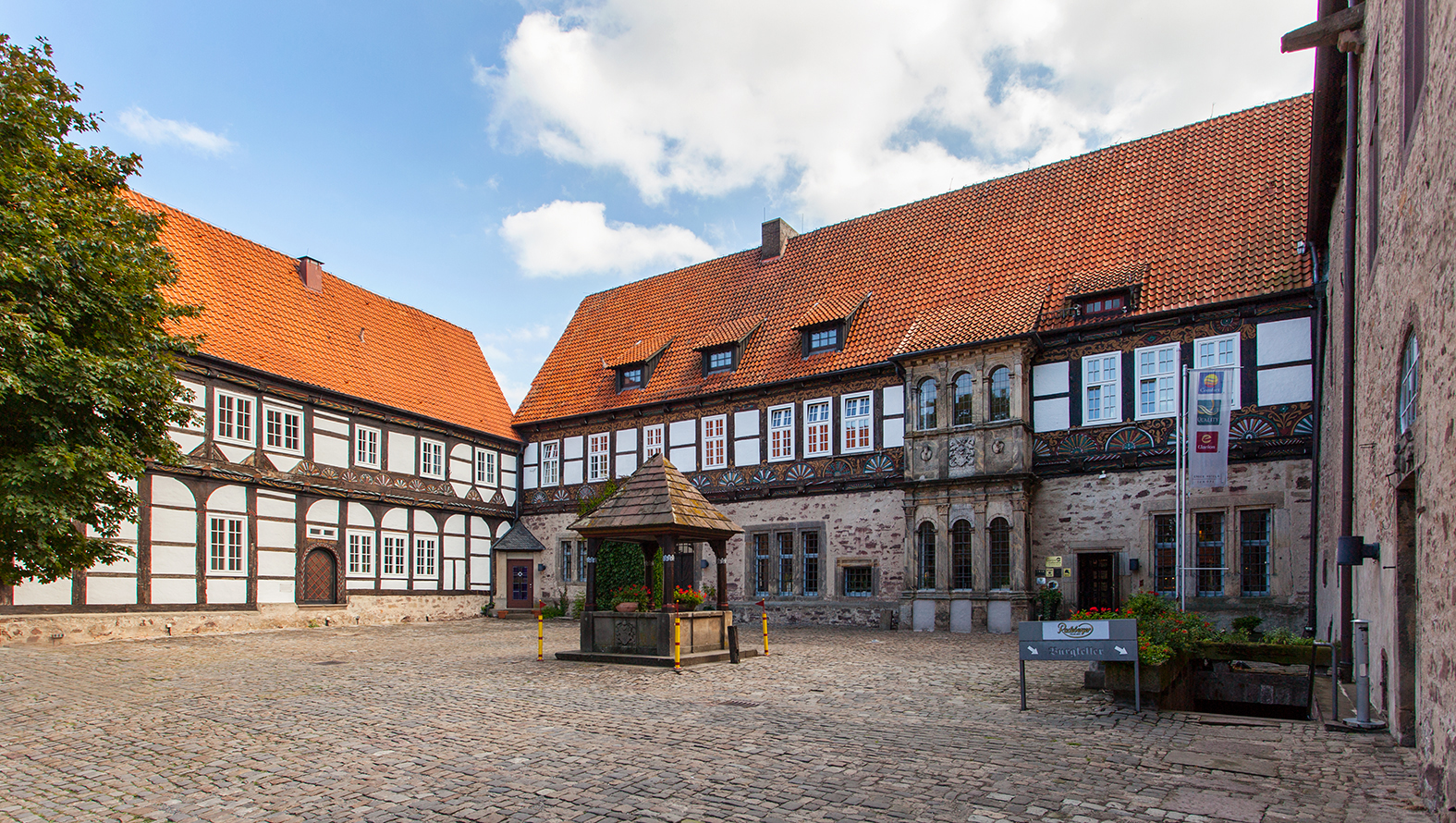
Burg Blomberg
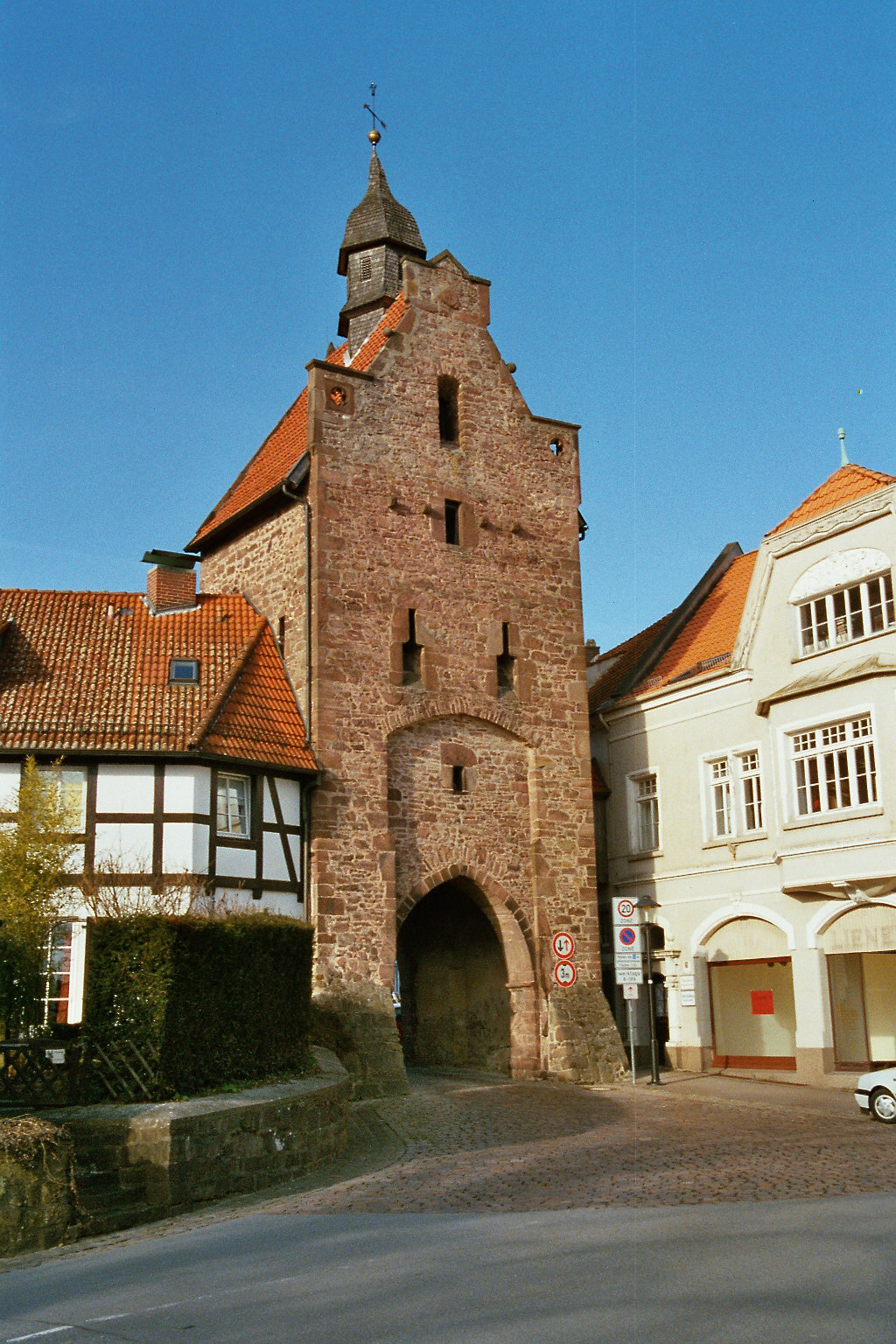
Niederntor
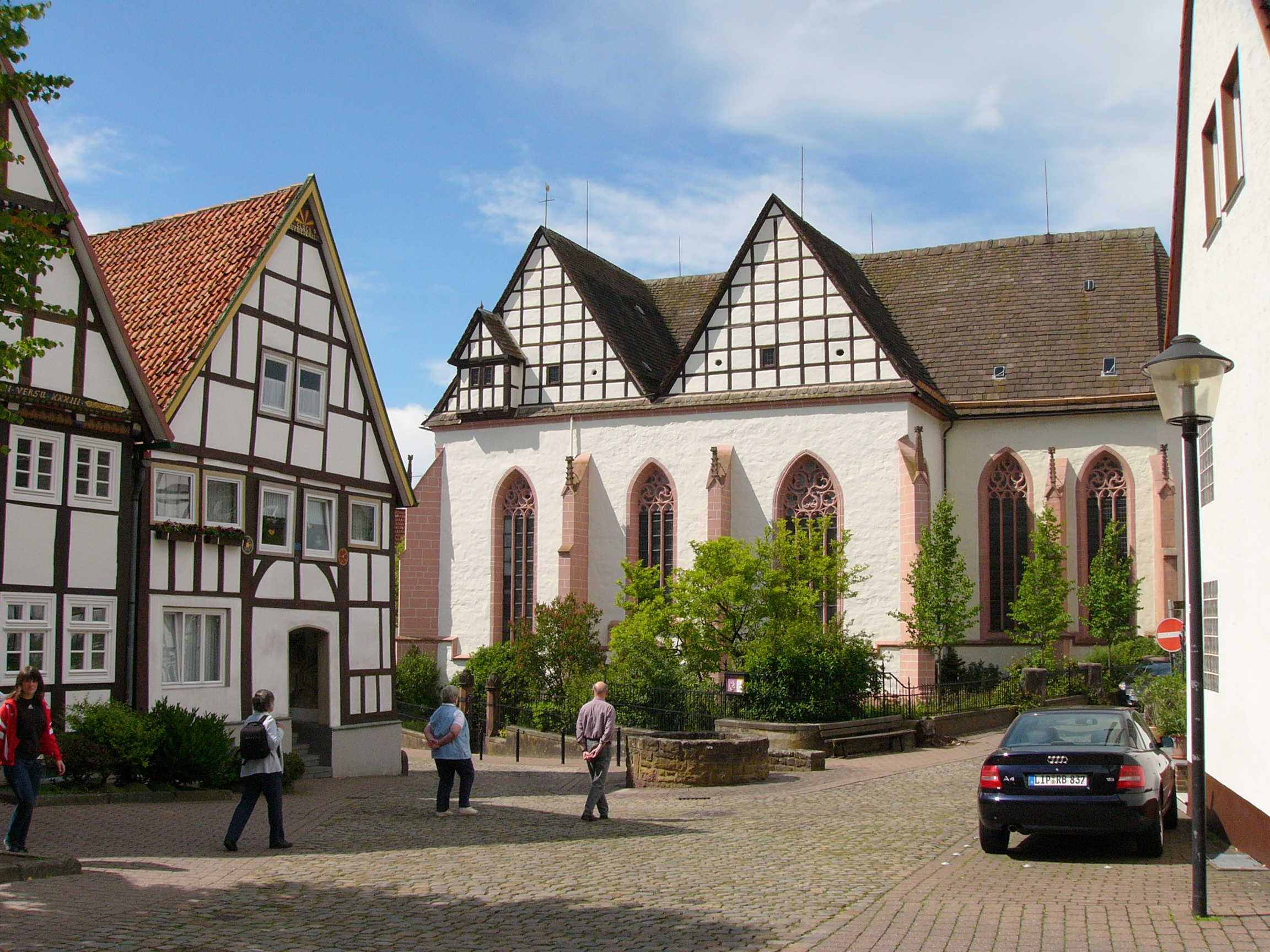
Het pleintje Seliger Winkel (Zalige Hoek) met de sedert de 17e eeuw gereformeerde Kloosterkerk
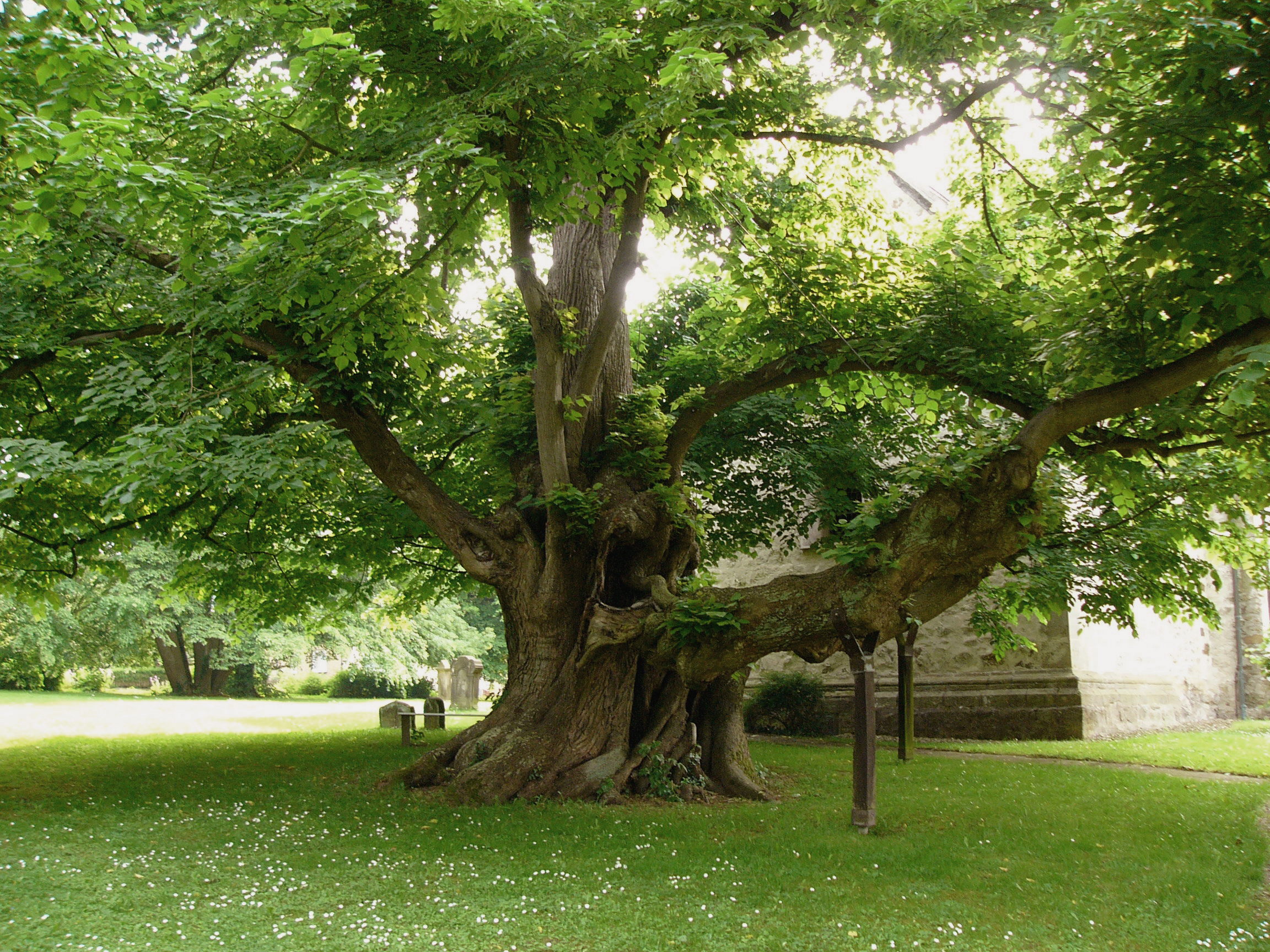
De zgn. duizendjarige linde van Reelkirchen
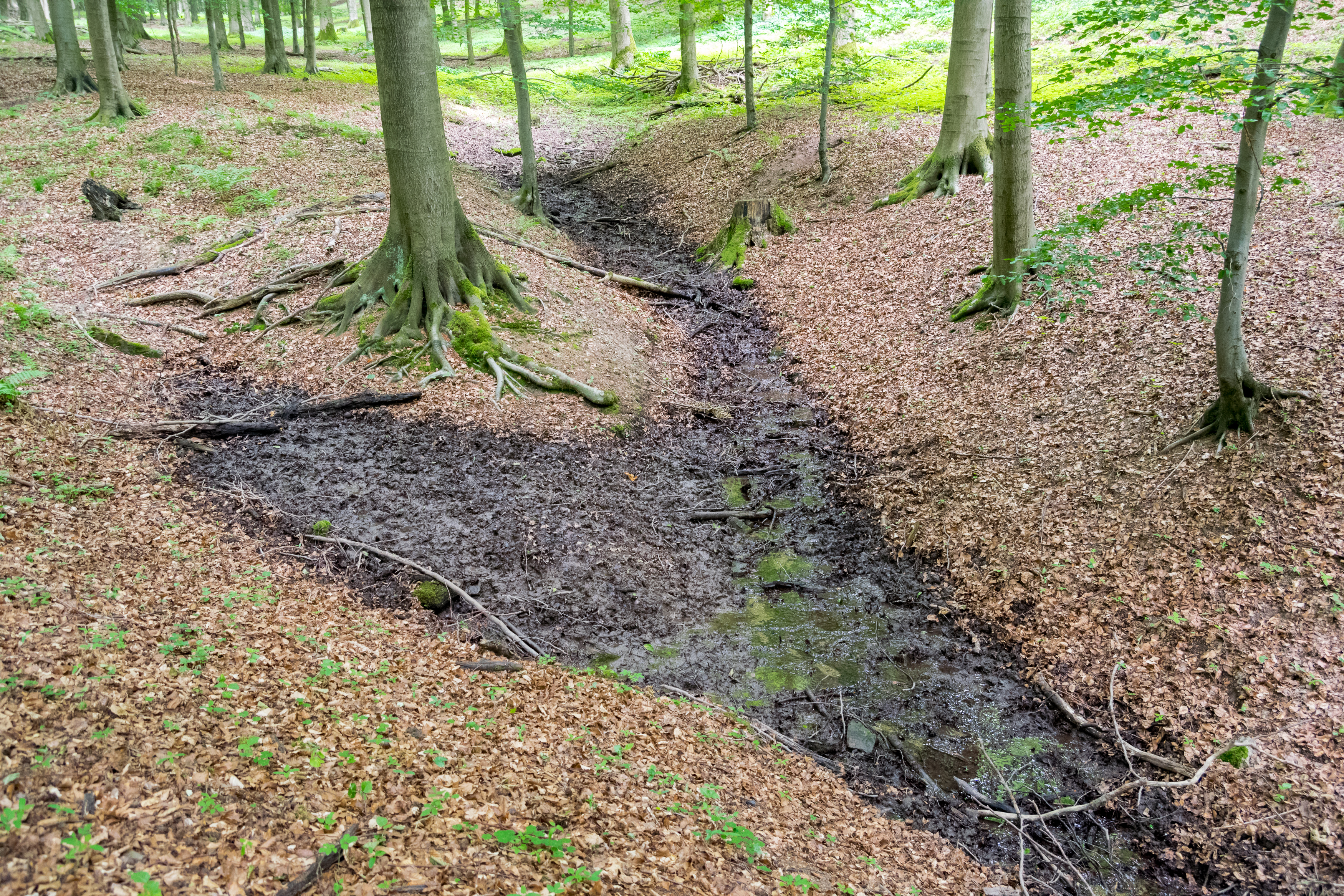
Bron van de Diestelbach op de Winterberg
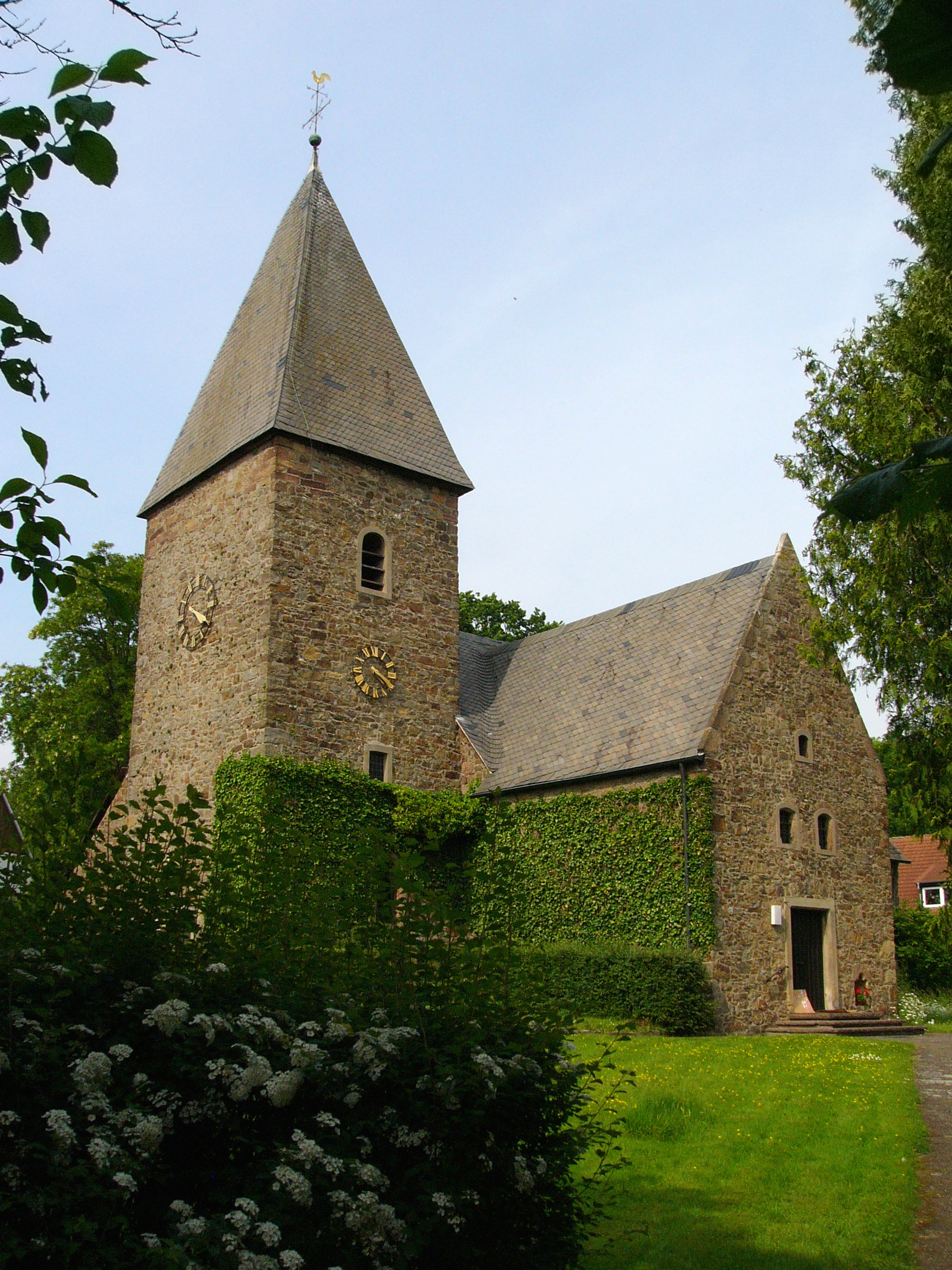
Kerkje van Donop

## Geboren
- Gerhard Schröder (Mossenberg-Wöhren, 1944), bondskanselier van Duitsland (1998-2005)

## Godsdienst
In 2019 was 49,75 % van de bevolking van de gemeente protestant, het percentage rooms-katholieken bedroeg 9,35. De overige 41% van de bevolking was aanhanger van een andere geloofsgemeenschap of atheïst.

## Sport
Bij het in de gemeente gelegen dorp Cappel bevindt zich een golflinks met 18 holes.

## Partnergemeentes
De partnersteden van Blomberg zijn, naast het, in West-Nederland gelegen, Papendrecht: Berlijn-Reinickendorf en Oschatz (beide in Duitsland) en Lieusaint (Frankrijk).
Augustdorf · Bad Salzuflen · Barntrup · Blomberg · Detmold · Dörentrup · Extertal · Horn-Bad Meinberg · Kalletal · Lage · Lemgo · Leopoldshöhe · Lügde · Oerlinghausen · Schieder-Schwalenberg · Schlangen